# Guaraná Brahma
Guaraná Brahma foi um refrigerante brasileiro lançado em 1927 pela empresa Companhia Cervejaria Brahma.

## História
- A Companhia registrou em 11 de fevereiro de 1924 a marca Guaraná Genuíno.[1]
- Em 1926 em episódio denominado a "Batalha do Guaraná"[2], a Companhia Antarctica Paulista entrou em "luta" informando que sua concorrente havia imitado o rótulo de seu produto.
- Em dezembro de 1926 a Brahma altera o rótulo e substitui o nome por Guaraná Athleta.[3]
- Em dezembro de 1927 é feito o lançamento do Guaraná Brahma.
- No jornal Correio Paulistano de 03 de fevereiro de 1928 temos o anúncio: "Guaraná Brahma - Typo Especial - Estimulante Poderoso - Refrigerante sem Alcool"[4]

- A marca fez muito sucesso nacionalmente a partir do fim da década de 70 e atingindo o auge na década de 80. Em 1994, tanto o sabor quanto a fórmula original do Guaraná Brahma passaram por uma reformulação, assim como o layout das garrafas, novos slogans (Guaraná Brahma: experimente o novo) e informes publicitários maciços com o principal concorrente, o Guaraná Champagne Antarctica.[5][6]

## Variantes da marca
Além do sabor de guaraná, a marca Brahma de refrigerantes possuía em sua linha de produção o Limão Brahma, a Sukita (sabor laranja) e a Tônica Brahma. A empresa também produziu o refrigerante Soda Cristal Brahma e Pomelo Brahma, este último comercializado somente na Argentina a partir de 1996.
O sabor de guaraná da marca Guaraná Brahma foi distribuído nas seguintes versões:
- Guaraná Brahma, em garrafas de vidro com capacidade de 250ml (lançada em 1988), 290ml, 1 litro (lançada em 1988), 1250ml (lançada em 1989), 1500ml, garrafa PET de 1 litro, 2 litros (lançada em 1989) e, lata de 350ml.
- Guaraná Brahma Diet.
- Guaraná Brahma Light, (lançado em 1989).

## Composição
- Em 1997 a composição era: água gaseificada, açúcar e 600 mg/l de extrato de guaraná, acidulante HII (ácido cítrico), antioxidante AXIV, aromatizante FI (essências naturais), aromatizante FIII (quimicamente definidos), conservador PI (ácido benzoico), corante caramelo.[7][8]

## Slogan
- 1980 – “Tudo por um Guaraná Brahma”.
- 1983 – "Guaraná Brahma, esse foi a natureza quem fez”.
- 1987 – “Abre um Guaraná Brahma bem geladinho”.
- 1990/1991 – “Guaraná Brahma: A marca de um novo tempo”.
- 1995 – “Guaraná Brahma: Experimente o novo”.

.

## Edições limitadas
Durante a sua comercialização, a empresa Brahma lançou por diversas vezes embalagens comemorativas e limitadas em todas suas linhas de refrigerantes. Abaixo, relação das embalagens de Guaraná Brahma e respectivas séries:
- 1992 – Coleção Trilhas – Montanha e Jeep
- 1993 – Coleção Esportes – Praia, Vôlei e Bicicross
- 1994 – Coleção Cidades da Copa – Washington, San Francisco, New York
- 1994 – Coleção Verão – Praia
- 1996 – Coleção Atlanta 96 – Basquetebol, atletismo, tênis e hipismo
- 1996 – Coleção Power Rangers – Ninja rosa e branco.
- 1996 – Coleção Natal – Papai Noel no céu
- 1997 – Coleção Carnaval – Boneco de Olinda
- 1997 – Edição Limitada Festa Junina – Bandeiras
- 1997 – Edição Limitada Disney no Gelo: A Bela e a Fera
- 1997 – Coleção O Mundo Perdido: Jurassic Park – Velociraptor
- 1997 – Edição Limitada Papai Noel 97
- 1998 – Coleção Disney: Branca de Neve – Soneca, Dengoso, Atchim
- 1998 – Edição Limitada Barretos
- 1998 – Edição Limitada França 98
- 1999 – Edição Limitada Disney no Gelo: Hércules
- 2001 – Edição Limitada Vitória-Régia

## O fim da marca
Com a criação da Companhia de Bebidas das Américas (AmBev) em 1999, pela fusão das empresas Antarctica e Brahma, aprovada no ano seguinte, ocorreu uma sobreposição de produtos em comercialização, isto é, a antiga companhia da Brahma fabricava os refrigerantes com sabor guaraná nas marcas Guaraná Brahma, Guaraná Brahma Light, Kas Guaraná, Kas Guaraná Acerola, Kas Guaraná Maracujá e Kas Guaraná Pessego, enquanto a Antarctica produzia as marcas Guaraná Champagne Antarctica, Guaraná Champagne Antarctica Diet, Guará-Suco, Guaraná Baré, Guaraná Frisante Polar e Guaraná Polar Light, fato que exigia gastos expressivos em relação à publicidade para que cada uma das marcas de refrigerantes pudessem fixar seu espaço no mercado. Assim, houve a descontinuação da produção da grande maioria das marcas, e entre elas, o Guaraná Brahma.